# Conventie van Alkmaar
De Conventie van Alkmaar was een bestand op 10 oktober 1799 tussen de troepen van Groot-Brittannië en Rusland aan de ene kant en de Frankrijk en de Bataafse Republiek aan de andere kant. De overeenkomst werd getekend in de Noord-Hollandse stad Alkmaar. Hierin gingen de Britten en de Russen akkoord met de terugtrekking van hun troepen uit de Bataafse Republiek, nadat de Brits-Russische inval in Noord-Holland mislukt was. De Russische en Britse troepen onder leiding van Frederik van York gingen terug naar Groot-Brittannië een week nadat de conventie was getekend.